# Montedinove
Montedinove es una localidad y comune italiana de la provincia de Ascoli Piceno, región de las Marcas, con 542 habitantes.

## Evolución demográfica
| Gráfica de evolución demográfica de Montedinove entre 1861 y 2001 |
|                                                                   |
| Fuente ISTAT - elaboración gráfica de Wikipedia                   |